# 北アフリカの音楽
北アフリカの音楽（きたアフリカのおんがく）とは、アフリカ大陸の北側、サハラ砂漠以北の地域の音楽である。サハラ砂漠以南の黒アフリカの音楽様式、バントゥー系などの音楽文化等とは区別され、西アジア（西南アジア）あるいは、中東（中近東）の音楽と様式的に近い特徴を持つ。
国で言えば、モロッコ、アルジェリア、チュニジア、リビア、エジプト、モーリタニアなどの音楽を指す。

## 歴史
北アフリカの音楽は、中近東音楽の一部としての側面が強い。アラブ・イスラーム圏の音楽文化、つまり中近東の音楽文化には、マグリブの音楽、マシュリクの音楽という分け方が存在する。日が没する西方の地域の音楽と、日が昇る東方の地域の音楽であるが、このマグリブの音楽の全体とマシュリクの音楽の一部分が北アフリカの音楽である。
- マグリブの音楽

モロッコ、アルジェリア、チュニジア、リビア
- マシュリクの音楽

エジプト。（中東のレバノン、シリア、イラクも含まれる）
『砂漠のブルース』と呼ばれるティナリウェンは、ベルベル系のタマシェクという民族のグループである。彼らはマリのグループとされているが、一時期リビアに亡命していたこともある。フリー・ジャズのオーネット・コールマンは、モロッコのジャジューカの音楽家と1970年代にフリー・ファンク・アルバムを制作した。ティモシー・リアリーはジャジューカの音楽を「4000歳のロックンロール」だと称えた。チュニジアの音楽は、アルジェリアやモロッコの音楽と近く親和性が強いとされている。
マグリブの音楽は、アラブ・アンダルース音楽と呼ばれる事も多い。イスラームのイベリア半島のスペインへの進出により、15世紀のアンダルシア、スペインに音楽文化が花咲いた。都市としてコルドバ、有名な音楽家としてズィルヤーブが知られている。モロッコではアル・アーラー、アルジェリアではサナア、チュニジアではマールーフ等と呼ばれ、伝統音楽、古典音楽として尊重されている。
アフロ・アジア語族のベルベル諸語を母語とするベルベル人は上記マグリブの地に住むが、独自の音楽性を持つ。エジプトからナイル川を遡ったスーダンの音楽は、アフリカ的な要素とアラブ・イスラーム音楽文化的な要素の両方を持つ（ヌビア人の音楽）。五音音階のメロディーが見受けられる事はアフリカ的な、そしてウードの使用が見られる事はアラブ・イスラーム音楽文化的な要素と言えよう。
モロッコから西サハラを経た所にあるモーリタニアの音楽もアフリカ的な要素とイスラーム的な要素の両方が見られる。モーリタニアの古典芸術音楽にはマカームのような音階・旋法が存在する。20世紀初頭、アルジェリアのオラン地方で都市音楽としてライ（راي）が発生した。ポピュラー音楽としてフランス等他地域にも知られる。オラン方言のアラビア語で歌われる。